# Watertoren (Stampersgat)
De watertoren in Stampersgat is ontworpen door architect Jacques Hurks en gebouwd in 1952. De watertoren heeft een hoogte van 41,45 meter en heeft één waterreservoir van 900 m³.
In 2005 en 2006 is de toren verkocht. De watertoren sinds 2009 in gebruik als woning en galerie. De naam van de galerie is St. Art Gallery en de galerie is gespecialiseerd in Street - en Urban Art).